# Marquinhos Paraná
Marquinhos Paraná (ur. 20 lipca 1977) – brazylijski piłkarz występujący na pozycji pomocnika.

## Kariera klubowa
Od 1996 roku występował w klubach Paraná Clube, CRB, Santa Cruz, Figueirense, Marília, Avaí FC, Júbilo Iwata, Cruzeiro EC, Sport Recife, América i Ventforet Kofu.